# Чарльз Гортер
Чарльз Гортер (англ. Charles Horter, 27 квітня 1947) — американський яхтсмен.
Бронзовий призер Олімпійських Ігор 1972 року в класі Дракон.